# كلية الهندسة والتكنولوجيا (بوبانسوار)
 كلية الهندسة والتكنولوجيا، بوبانسوار (CETB) هو رئيس الوزراء الهندسة المؤسسة في ظل حكومة الولاية في بوبانسوار، عاصمة ولاية أوديشا، الهند. تأسست في عام 1981 كما التأسيسية كلية أوريسا جامعة الزراعة والتكنولوجياالكلية التأسيسية كلية بيجو باتنايك الجامعة التكنولوجية منذ عام 2002. الطلاب المقبولين في الكلية من خلال المشاركة في امتحان القبول (الرئيسي) الجدارة قائمة من حكومة الهند. الكلية معتمدة من قبل المجلس الوطني للاعتماد وحكومة أوديشا نظرت منح الوحدوي مركز الجامعة على كلية.الكلية منح الحكم الذاتي من قبل لجنة المنح الجامعية (UGC) في عام 2017 لمدة 10 سنوات.

## الأقسام الأكاديمية
CETB هو ثالث مؤسسة تقنية التي وضعتها حكومة أوديشا والمدخول السنوي من 1400 طالب وطالبة. تلقت الاعتماد من المجلس الوطني للاعتماد. المعهد حاليا 14 أقسام:
- Electrical Engineering
- Architecture
- Biotechnology
- Chemistry
- Civil Engineering
- Computer Science & Application
- Computer Science and Engineering
- Fashion & Apparel Technology
- Information Technology
- Instrumentation and Electronics Engineering
- Mathematics & Humanities
- Mechanical Engineering
- Physics
- Textile Engineering
- Urban and Regional Planning

المعهد هو واحد من اثنين من الكليات في أوديشا للمشاركة في TEQIP المشروع الثاني يديرها البنك الوطني وزارة تنمية الموارد البشرية. في إطار برنامج المعهد يستضيف التالية مراكز التميز:
- Centre for Micro Electronics
- Centre for Mechanics
- Centre for Nanobiotechnology
- Modrob project centre

CETB تم اعتماد "" الصف الوطنية للتقييم والاعتماد المجلس (NAAC) في كانون الثاني / يناير 2017. أربعة UG برامج (الهندسة المدنية، الهندسة الكهربائية، الأجهزة وهندسة الالكترونيات والهندسة الميكانيكية) من CETB معتمدة من قبل المجلس الوطني للاعتماد (الدوري الاميركي للمحترفين) من يوليو تموز 2016.

## البرامج الأكاديمية
ثلاث سنوات B. Tech درجة لحاملي دبلوم أفقية الإدخالات. جميع دورات بدوام كامل. في العام الدراسي 2014-15 الدورات التي بدأت شملت M. التقنية. في كل فرع 5 سنوات دورات درجة مزدوجة (M. Sc.) جنبا إلى جنب مع العام 2-M. Sc. في الفيزياء والكيمياء.
كل عام دراسي من فصلين دراسيين فترة الصيف. نظام التعليم هو تنظيم حول نظام الائتمان، مما يضمن استمرار تقييم أداء الطالب ويوفر المرونة في اختيار الدورات التدريبية التي تتناسب مع قدرة الطالب أو الراحة. كل دورة الاعتمادات المخصصة اعتمادا على فئة ساعات.

CETB يوفر بكالوريوس تكنولوجيا درجات في 11 التخصصات الهندسية: 
- Architecture
- Bachelor in Planning
- Biotechnology
- Civil Engineering
- Computer Science & Engineering
- Electrical Engineering
- Fashion & Apparel Technology
- Information Technology
- Instrumentation & Electronics Engineering
- Mechanical Engineering
- Textile Engineering

البكالوريوس في الهندسة المعمارية خمس سنوات مدة والراحة هي من أربع سنوات. إلى جانب CETB يقدم ثلاث سنوات ماجستير في تطبيقات الحاسب الآلي. نموذجية الالتحاق 60 إلى 120 لكل البرامج. في CETB تجري M. التقنية. برنامج في 20 التخصصات بما في ذلك:
- Nanobiotechnology
- VLSI & Embedded Systems
- Mechanical System Design & Dynamics
- Thermal Engineering
- Structural Engineering
- Industrial Engineering and Management
- Computer Science and Engineering
- Information Technology
- Urban and Regional Planning
- M. Arch. course

- Biotechnology
- Civil Engineering
- Computer Science & Engineering
- Chemistry
- Electrical Engineering
- Information Technology
- Mechanical Engineering
- Physics

## عملية القبول والامتحانات
B. Tech. MCA القبول درجة البكالوريوس من خلال مدخل مشترك إجراء الفحص كل عام من قبل حكومة أوديشا أو المشتركة امتحان القبول (الرئيسي) الجدارة قائمة من حكومة الهند. الطلاب مؤهلة للظهور على الامتحانات شريطة حضور الحد الأدنى 75 في المائة من نظرية وعملية الدورة دروس المقرر خلال الفصل الدراسي.

## البحثية والتعليمية والبنية التحتية

### المختبر التجريبي المرفق
هناك العديد من مختلف مختبرات مجهزة تجهيزا جيدا في الولاية من بين الفن المرافق للاستخدام البحث والتعليم.
- High voltage engineering laboratory
- Instrumentation laboratory
- Microprocessor laboratory
- Electrical Machines Laboratory
- Power Electronics and Drives Laboratory
- Scanning Electron Microscope facility
- Instrument and Measurement Laboratory
- Communication Systems & Signal Processing Laboratory
- Electronic Circuit Laboratory
- Mechanical Engineering Laboratory
- Microbiology and Fermentation Laboratory
- Central Workshop Mechanical
- Fitting Shop
- Physics Laboratory
- Chemistry Laboratory
- Machine Design and Simulation Lab

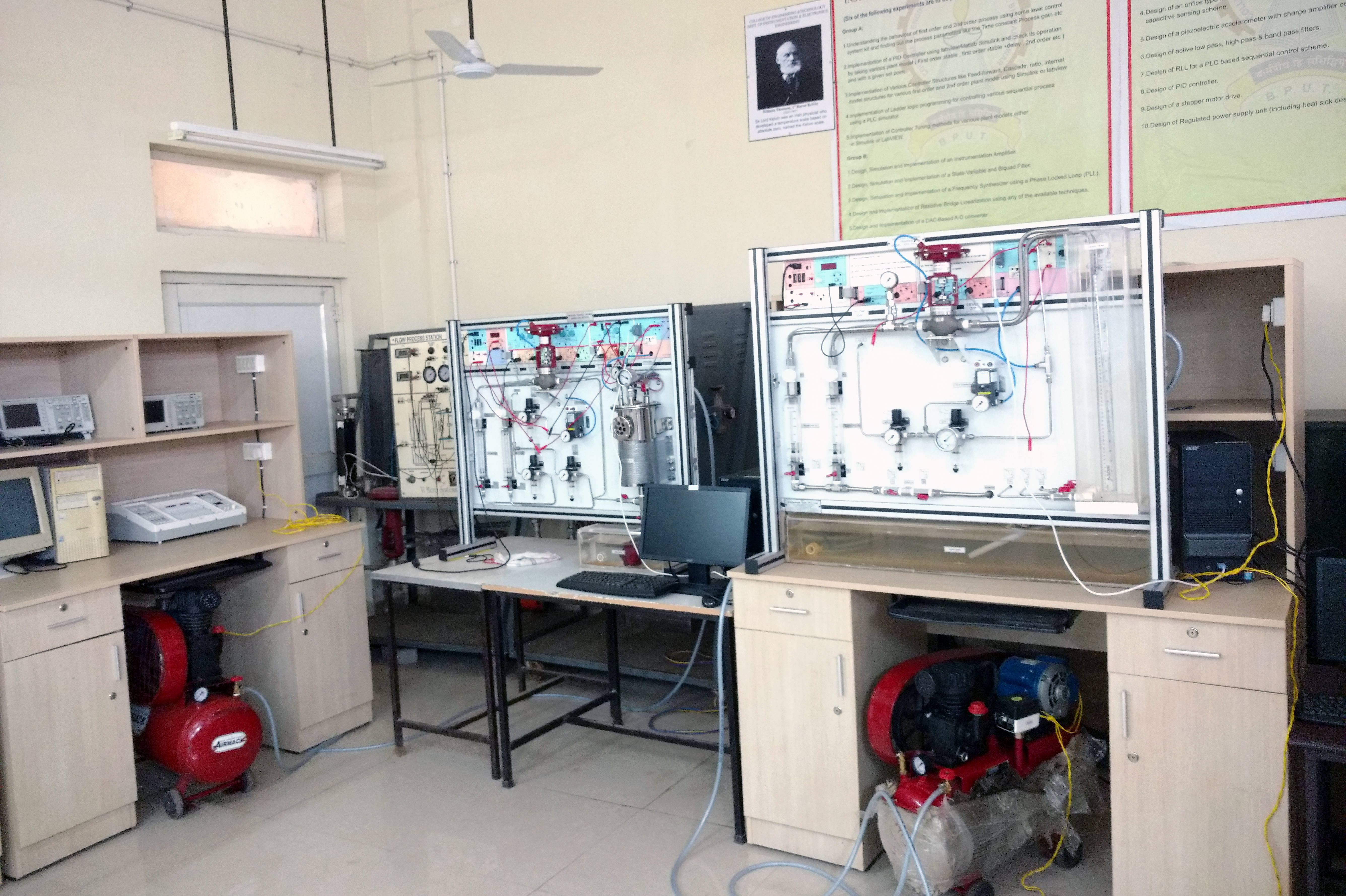
CETB أداة القياس مختبر-1.

### الحوسبة المركزية مرفق
- CETB لديها أكثر من 300 أجهزة كمبيوتر مع نظام التشغيل لينكس وويندوز للاستخدام من قبل الطلاب وأعضاء هيئة التدريس والموظفين.
- CETB لديه الثانية الحوسبة مرفق 128 أجهزة كمبيوتر بما في ذلك الخوادم ومحطات العمل لتلبية زيادة الحوسبة الطلب من الباحثين.

### وسط تسهيلات الإنترنت
CETB وقد مرفق الإنترنت من خلال المهمة الوطنية للتعليم من خلال تكنولوجيا المعلومات والاتصالات (NMEICT). CETB العامة 20 ميغابت/ثانية مرفق اتصال عبر BSNL و NMEICT.

## هيكل الحرم الجامعي
الحرم الجامعي يغطي كامل تكنو-الحرم الجامعي مؤامرة وتحيط بها مدرسة التدريب من حراس الغابات وبوبانسوار مياه الشرب مشروع تخزين المياه. جزء من الشلال يقع أيضا داخل الحرم الجامعي. حافله رقم 333 يربط الكلية إلى معظم الأماكن داخل المدينة.
هناك ملاعب الكريكت وكرة القدم وملاعب كرة السلة، كرة الريشة، الكرة الطائرة وتنس وصالة رياضية. الطلاب مربع في مركز الأكاديمية كتل مرحلة المرفق. هناك نقابة البنك فرع BSNL برج الاتصالات في الحرم الجامعي.

## الحرم الجامعي المنظمات
- "CETADEL" is the literary, intellectual, and creative society. It conducts events in quizzing, writing, jamming، مناظرة and runs a think tank, Ravinder Kaushik Centre for Policy Research (and security studies). It publishes the annual college magazine, The Engineering Herald.
- "The Amuza" is the dramatics society of CET is a group of acting enthusiasts who perform acts based on raging social issues. Amuza performs enactments such as Nukkad Nataks( street play), theatre plays, mimicry, stand-up comedies and mime plays.
- National Service Scheme.
- The E-Cell has been instrumental in the startups of students of CET, like Joylab, Brokenscooter.com, NowFloats and many others.
- VoiX, the debating wing.
- "Zairza" is the technical society, initiated by students. Founded in 2005 with Software and Manual robotics as the two main wings, it was made an official event by the college administration in 2007 with addition of Automated robotics.
- Energy club is the club dealing in Energy Conservation and Power Optimization under the Department of Electrical Engineering.
- The college has an ASME chapter under the Department of Mechanical Engineering.
- "Arpeggio" is the music club dealing in vocals, instruments and sound production.
- The college rock bands, Iris Chants, Shabd and Aroha perform across the state.
- The college has an SAE chapter. Blue Jay Racing Team is the official BAJA SAE racing team of the college. The team participated in Virtual BAJA SAE 2016.
- ASME CET-Bhubaneswar Chapter is one of the largest ASME student chapters in the Eastern region of India. The chapter was initiated by 4th year and 3rd year students.
- The ISTE chapter is the largest in Odisha.
- The Dance Authority, the dance club.
- Udaan deals with aero modeling.
- CET Rising is the college blog.
- Cetquizzite is the official quizzing club of CET. Instituted with a view to promote the spirit of quizzing in young CETians, the club conducts regular sessions and competitions throughout the year.

## المنح الدراسية
معظم الطلاب من CETB يتلقون شكلا من أشكال المنح الدراسية. عدد كبير منهم من المستفيدين من CAFAS المنح الدراسية التي توفر 10,000 روبية هندية سنويا. أعلى من 20 ٪ من الطلاب من كل فئة ويتم منح CET منحة الاستحقاق INR 400 شهريا. يوجد أيضا الخريجين منحة FFE منحة بقيمة 25,000 روبية هندية وأيضا ميزة أخرى بوضعه في حاجة المنح الدراسية. هناك أيضا العديد من المنح الدراسية مثل Prerna منحة SC & ST دائرة التنمية من حكومة الدولة (INR 25,000 - 50,000 روبية هندية) والمنح الدراسية في إدارة المنطقة.

## طالب الأحداث
- "Xtasy" الكلية الروعة الثقافي الذي عقد في كانون الثاني / يناير. كان هذا أول ما بدأ في نيسان / أبريل 1992 في شكل تكنو-الاتفاقية الثقافية X-TASY '92.
- «فكرة تحدي» يجمع كبار المديرين التنفيذيين (مثل الحليب شعار، Tatwa.... الخ) لتوجيه الطلاب مع المبتدئة.
- "CETMUN" السنوي نموذج الأمم التي هي معترف بها من قبل الأمم المعلومات مركز الهند وبوتان وتنظيم CETADEL.
- "SANNIDHYA" السنوية قسم التقنية الحدث من قسم الهندسة المدنية
- «تصور» هو المهرجان الفني السنوي.
- الكلية تنظم سنوي لألعاب القوى تلبية و «المهندسين كأس» بين كلية كريكيت، كرة القدم، الكرة الطائرة، الريشة، كرة السلة البطولة في كانون الأول / ديسمبر–كانون الثاني / يناير.

## الوحدوي مركز الجامعة
يقترح رفع الكلية الوحدوي الجامعة التقنية الدولة. بيجو باتنايك جامعة التكنولوجيا بالفعل إصدار شهادة عدم الممانعة المتعلقة بمنح الوحدوي مركز الجامعة. المجلس الوطني للاعتماد الفريق قد زار الجامعة لبحث الكلية مركز الجامعة. باعتبارها واحدة من أول المؤسسات الحكومية من أوديشا كلية الهندسة والتكنولوجيا بوبانسوار (CETB) وقد تلقى المجلس الوطني للاعتماد (NBA). في تشرين الأول / أكتوبر 2016, جديد مذكرة تم إرسالها إلى رئيس وزراء ولاية أوديشا نافين Patnaik إلى اتخاذ خطوات تعلن CETB كما الوحدوي وضع الجامعة كما أوديشا الجامعة التكنولوجية، بوبانسوار (OTUB).

## وصلات خارجية
- أوديشا جمعية طلاب الهندسة
- الموقع الرسمي
- الخريجين الموقع